# Funktionale Erklärung
Unter einer funktionalen Erklärung (auch teleologischen Erklärung) versteht man die Erklärung eines Objekts oder Vorgangs über den Zweck, den es für eine wie auch immer geartete höhere Struktur erfüllt. Seinen Erklärungsanspruch findet die funktionale Erklärung dabei in der funktionalen Notwendigkeit in Bezug auf diese höhere Struktur.
Beispielsweise wird das Vorhandensein einer Leber in einem Organismus damit erklärt, dass sie die Funktion des Herausfilterns von Giftstoffen aus dem Organismus hat. Ohne dieses funktionale Element würde der Organismus nicht überleben.
In den Sozialwissenschaften fand diese Art der Erklärung im Strukturfunktionalismus seine Anwendung. 

## Kritik
Carl Gustav Hempel und Paul Oppenheim kritisieren an dieser Art von Erklärung vor allem ihren zum Irrtum verführenden anthropomorphischen Charakter: Weil wir Menschen uns selbst als zweckgerichtet Handelnde wahrnehmen, schreiben wir solche Motivation auch Dingen und Vorgängen zu und halten eine teleologische Scheinerklärung allzu leicht für wahr. Diese Scheinerklärungen werden häufig im Nachhinein fabriziert und haben keinen prädiktiven Wert. Viele teleologische Formulierungen finden sich in der Biologie, zum Beispiel „Mimikry dient der Täuschung von Fressfeinden.“ Aus allen teleologischen Erklärungen ließe sich der Zweck verlustfrei eliminieren und so den Weg für eine wissenschaftliche Erklärung frei machen. Der Grund, warum sie sich dennoch solange halten, ist wohl ihr heuristischer Wert. Von Laien werden die Forschungsergebnisse der Evolutionstheorie häufig quasi-religiös teleologisch umgedichtet, erkennbar an Sätzen wie „Das hat die Natur klug eingerichtet“. „Der Mensch hat eine Leber, weil er sonst nicht überleben würde“ ist lediglich eine Beschreibung, keine (wissenschaftliche) Erklärung.
Auch von vielen Sozialwissenschaftlern wird diese Art der Erklärung abgelehnt. Zum einen wird der Bezug auf einen diffusen Gesamtorganismus (z. B. Überleben der Gesellschaft) kritisiert. Zum anderen wird die Möglichkeit funktionaler Äquivalente ausgespart. Konfirmation würde beispielsweise über die Integrationsfunktion in die Erwachsenengesellschaft erklärt werden, ohne die die Gesellschaft nicht überleben könnte. Eine im deduktiv-nomologischen Sinne korrekte Erklärung wäre es aber erst, wenn alle funktionalen Äquivalente angegeben und ausgeschlossen werden. Im obigen Beispiel wäre ein mögliches Äquivalent die Jugendweihe, womit der problematische Charakter dieser Erklärung deutlich wird.